# Малышев, Николай Александрович
Никола́й Алекса́ндрович Ма́лышев (1911—2005) — советский специалист в области гидроэнергетики, водного хозяйства и гидротехнических сооружений.
Главный инженер Асуанского гидроузла в Египте и проекта Куйбышевской ГЭС института «Гидропроект».

## Биография
Родился 23 ноября (6 декабря) 1911 года в селе Крапивино (ныне Нижегородская область).
Окончил Ленинградский индустриальный институт в 1934 году. Член ВКП(б) с 1942 года.
В 1935‒1941 годах работал на Волгострое, в 1941—1942 — в Управлении оборонительных работ, в 1942—1943 — на строительстве Широковской ГЭС.
С 1944 по 1947 год руководил разработкой ряда проектов гидротехнических сооружений (в том числе при восстановлении Беломорско-Балтийского канала, на строительстве Куйбышевской ГЭС, Асуанской плотины). С 1947 года — заместитель начальника «Гидропроекта».
Основные труды Малышева посвящены разработке проектов уникальных комплексных гидроузлов (в том числе на реках Волга, Нил, Евфрат). Предложил и практически доказал возможность строительства высотных плотин и мощных ГЭС на любых естественных основаниях.
Доктор технических наук, член-корреспондент Академии наук СССР (1976).
Умер 13 марта 2005 года. Похоронен в Москве на Троекуровском кладбище.

## Награды и звания
- Герой Социалистического Труда (1958)
- два ордена Ленина
- орден Октябрьской Революции, два ордена Трудового Красного Знамени, орден «Знак Почёта»[2]
- медали
- Сталинская премия первой степени (1951) — за разработку проектного задания Куйбышевской ГЭС на Волге

## Память
В 2005 году в честь Николая Малышева руководство Египта приняло решение была назвать его именем одну из улиц города Асуан.